# Jorge Castillo Cabrera
Jorge de Jesús Castillo Cabrera (Atlixco, Puebla, 15 de septiembre de 1946) es un político mexicano, miembro del Partido Revolucionario Institucional, y ha sido en dos ocasiones diputado federal.

## Biografía
Es ingeniero agrónomo y tiene una maestría en Administración Agropecuaria, ambas en la Universidad Autónoma de Chihuahua, es miembro del PRI desde 1963, desempeñando cargos principalmente en la Confederación Nacional Campesina (CNC), diputado al Congreso de Chihuahua y presidente municipal de Cuauhtémoc de 1986 a 1989, ha sido electo diputado federal por el X Distrito Electoral Federal de Chihuahua a la LVI Legislatura de 1994 a 1997 y por el VII Distrito Electoral Federal de Chihuahua a la LIX Legislatura de 2003 a 2006.
Además de estos cargos ha ocupado los de Jefe del Departamento de Agricultura, Director de la Comisión Forestal y Coordinador del Programa Especial para el Campo del estado de Chihuahua y Recaudador de Rentas de Cuauhtémoc.